# Dialectos del castellano en España

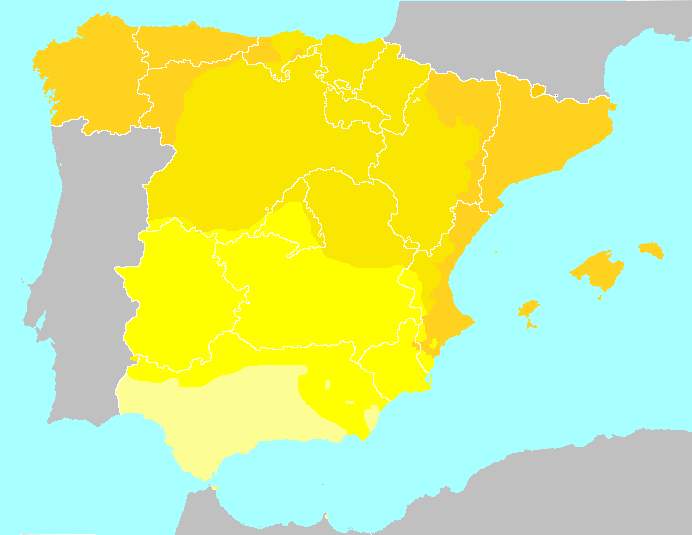
Amarillo anaranjado - Hablas del norte en contacto con otra lengua romance
Amarillo mostaza - Resto de hablas castellanas del norte
Amarillo chillón - Hablas de transición del sur
Amarillo pálido - Dialecto andaluz

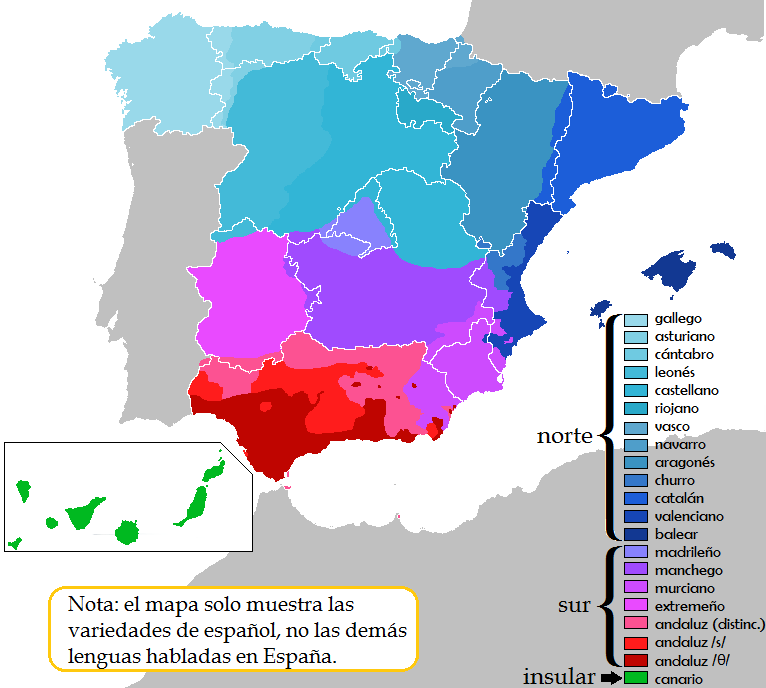

Dentro del idioma español hablado en España se considera que existen dos grandes áreas dialectales: las variedades septentrionales y las meridionales. 

## Introducción
Por su cercanía tipológica, todos los dialectos del castellano en España deberían ser, en principio, mutuamente inteligibles, aunque hay discrepancias al respecto entre los hablantes, sobre todo respecto a algunas variantes meridionales, para cuyas producciones audiovisuales se ha llegado a pedir subtitulación. Desde un punto de vista geográfico, el dominio español de España puede dividirse en dos grandes zonas:
1. la septentrional
2. la meridional

La diferencia interna del romance entre ambos dominios reside en la diferente pronunciación de la /s/ al final de sílaba. Mientras que en la mitad norte ese sonido se pronuncia como [s], en la mitad sur se convierte en una [h] aspirada que, en ocasiones, se pierde al final de palabra. Ejemplos: espera [e̞s.ˈpe̞.ɾä] frente a ehpera [ɛʰ.ˈpe̞.ɾä], colores [ko̞.ˈlo̞.ɾe̞s] frente a coloreh [ko̞.ˈlo̞.ɾɛʰ] o [kɔ.ˈlɔ.ɾɛʰ]. Por otro lado, superpuestas con las formas propiamente castellanas, en cada una de esas dos zonas se distinguen diferentes variantes romances regionales como el asturleonés o el aragonés, que dependiendo del contexto presentan mayor o menor influencia sobre la lengua estándar.
Las diferencias geográficas nunca son abruptas sino graduales, y la transición entre los diferentes dominios dialectales resulta razonablemente progresiva, aunque no exactamente continua. En la transición de una variedad a otra se distinguen isoglosas que en ocasiones tienden a agolparse en torno a una barrera natural. Así, por ejemplo, las hablas andaluzas, las hablas castellanas o las hablas leonesas no son homogéneas. No todos los andaluces sesean o cecean ni tampoco todos los leoneses distinguen la ll de la y en la pronunciación. Entonces, ¿por qué se habla de variedades distintas? Por varias razones, como las siguientes:
1. Por su distinto origen histórico: No todas las variedades geográficas del español tienen el mismo origen.
2. Por la existencia de normas regionales de corrección.
3. Por la existencia de características específicas con las que asociamos la variación geográfica. Por ejemplo, aunque no todos los andaluces seseen, consideramos típicamente en el andaluz occidental el seseo.

## Dialectos septentrionales
Entre ellos se cuentan los dialectos hablados en la mitad norte de la península, que se corresponde aproximadamente con las tierras castellanizadas antes del siglo XI; también incluye las hablas de los territorios ganados a lo largo del tiempo al idioma aragonés y al asturleonés. Presenta unas características más conservadoras que los dialectos meridionales. Los rasgos entre unos y otros son variables, y presentan menos homogeneidad de rasgos que los meridionales.
Entre ellos se cuentan:
- Dialecto castellano septentrional o dialecto castellano. También se denomina español septentrional para evitar la homonimia de llamarlo castellano castellano, aludiendo a la lengua española, o castellana, hablada en la región de Castilla.
- Castellano aragonés no confundir con Idioma aragonés.
- Castellano riojano, no confundir con el antiguo riojano precastellano, vinculado al idioma navarroaragonés.
- Castellano churro.
- Castellano leonés no confundir con leonés (asturleonés de León y Zamora) (dialecto del Idioma asturleonés).

### Fonología
- El español del norte de España, incluido el catalán, el occitano, el gallego normativo y los dialectos gallegos, presenta la característica de la /s/ silbadora fuerte, que se articula de manera ápico-alveolar. Esta característica también se encuentra en otras lenguas galoitálicas del norte de Italia y sur de Suiza, así como en el portugués del norte de Portugal.
- Existe una distinción fonémica entre /θ/ y /s/. Esta distinción se cree que se fijó en su forma actual en el siglo XVII, aunque algunos estudiosos apuntan al siglo XIV. El fonema /θ/ se representa con las letras «z» y «c» ante «e, i». En el sur de España, excepto en buena parte de Andalucía, y en algunas variedades del sardo y del veneciano, también se da esta distinción.
- Se encuentra el sonido fricativo velar sordo /x/, que a veces puede ser uvular y muy estridente. Este sonido es poco común en América, donde la variante velar solo se escucha en el interior de México, en el Perú, en gran parte de Argentina, en todo Uruguay y en algunas otras zonas de América del Sur.
- Hay una fuerte tendencia antihiática en los dialectos del norte de España, que reduce los hiatos a diptongos.
- Tradicionalmente, en el norte de España era común la distinción fonológica entre y/ll, a diferencia de los dialectos meridionales que presentan yeísmo (pronunciar el dígrafo «ll» igual que «y»). Sin embargo, actualmente quedan hablantes no yeístas en la mitad norte de España, pero la distinción y/ll parece estar en proceso de desaparición.
- A diferencia de los dialectos meridionales del español, la /d/ no suele sufrir elisiones en los dialectos septentrionales con pocas excepciones en algunas áreas.
- La forma velar de /ŋ/ se presenta en algunas partes de España, especialmente en los dialectos del sur de España (Andalucía y las Islas Canarias) y en el noroeste (Galicia, Asturias y León).
- Recientemente, se han observado cambios en algunos dialectos, como la aspiración de /s/ implosiva al estilo meridional, la presencia de /ř/ asibilada en Navarra, Aragón y La Rioja en algunos hablantes, y la vocalización abierta de las vocales tónicas «e» y «o» en el norte de España. Además, en general, se pronuncian las consonantes de manera más clara y marcada en Castilla y León en comparación con otras regiones del español.

## Dialectos meridionales del castellano

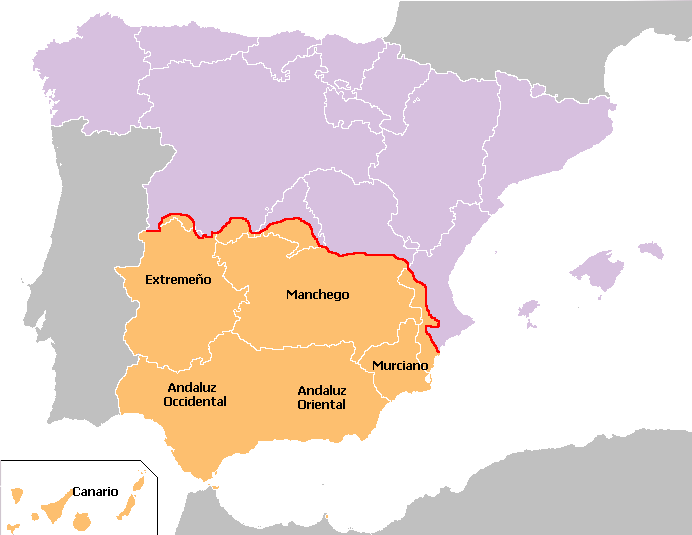
Dialectos del español meridional.

Son los comprendidos en la mitad sur peninsular y en las Islas Canarias. Presentan rasgos menos conservadores en su pronunciación, con rasgos fonéticos diferenciadores muy marcados, fruto de la expansión castellana al amparo de la Reconquista hacia el sur, dando lugar a varios dialectos.

### Fonología
- Aspiración de la s al final de la sílaba: «tiesto» suena ['t̪jɛʰ.t̪o̞] y «casas», ['kä.säʰ] o incluso ['kä.sä].
- Yeísmo: Aunque no está generalizado, va en aumento sobre todo entre los jóvenes.

Otros rasgos con extensión más restringida son: 
- Seseo, que se da en Canarias, y en gran parte de Andalucía junto con el ceceo, pero es muy raro en la Región de Murcia (excepto en el Campo de Cartagena) y Extremadura, y no se da en el resto de la meseta.También se da parcialmente en el sur de Alicante y en otras zonas tradicionalmente castellanohablantes de las provincias de Alicante y Valencia.
- Valor diferenciado entre vocales cerradas y abiertas para diferencias singulares y plurales: [pje] (pie), [pjɛ] (pies) donde ha desaparecido la s. Se da en un área continua que incluye Andalucía Oriental, Murcia, y algunas comarcas sur-orientales de Castilla-La Mancha.

Los dialectos meridionales son:
- Dialecto andaluz
- Dialecto andaluz oriental
- Dialecto extremeño
- Dialecto canario
- Dialecto manchego
- Dialecto madrileño
- Dialecto murciano

## Otras hablas
También son de destacar las hablas del castellano en contacto con otros idiomas, como el occitano (en su variante aranés), el aragonés, el gallego, el catalán y el asturleonés, en la península, y con el árabe marroquí y el chelja en Ceuta y Melilla respectivamente. Entre estas hablas están:
- la variedad del castellano en territorios catalanófonos
- la variedad del castellano de Galicia
- las variedades del idioma español en el País Vasco y Navarra
- la variedad mezclada hablada en Asturias llamada "amestáu"